# Gemeine Schafgarbe in der Medizingeschichte
Gemeine Schafgarbe (Achillea millefolium). Die in den Kräuterbüchern der Antike, der Spätantike und des Mittelalters aufgeführten Pflanzennamen lassen sich nur sehr unsicher den uns bekannten Pflanzenarten zuordnen.
Dioskurides und Plinius (1. Jh.) nannten zwei Pflanzen, die später als Schafgarbe gedeutet wurden, das
- achilleion mit den Heilwirkungen: Wundheilung, Entzündungshemmung, Blutstillung, als Tampon auch an der Gebärmutter; die Abkochung innerlich gegen Blutflüsse und Dysenterie und das
- stratioton chiliophyllon (tausendblättriges Stratioton) mit den Heilwirkungen: Blutstillung, Heilung von Wunden und Fisteln.[2][3]

Galen (3. Jh.) charakterisierte eine Pflanze mit Namen millefolium kurz als trocknend und wundheilend.
Im spätantiken Kräuterbuch Pseudo-Apuleius (4.–6. Jh.) wurden für das millefolium folgende Anwendungen genannt:
1. Die Wurzel gegen Zahnschmerz.
2. Das Kraut in Fett zerrieben als Auflage zur Heilung von Schnitt- und Stichwunden (vulnera de ferro facta).
3. Das Kraut mit Butter zerrieben als Auflage gegen Schwellungen (tumores).
4. Das Kraut mit Essig getrunken gegen Probleme beim Wasserlassen (urinae difficultates).[5][6][7]

Hildegard von Bingen übernahm in ihrer Physica (12. Jh.) die Angaben früherer Autoren zur Wundheilung der von ihr garwa genannten Schafgarbe und fügte als weitere Indikation Dreitagefieber hinzu. Die garwa sollte zusammen mit einer Pflanze namens polypodium (gedeutet als Gewöhnlicher Tüpfelfarn) in Wein gekocht werden und das Durchgesiebte sollte man dem Kranken vor dem erwarteten Anfall des Dreitagefiebers eingeben.
Erwähnt wurde die Gemeine Schafgarbe auch in vielen kräuterheilkundlichen und botanischen Handschriften und Drucken des Spätmittelalters und der frühen Neuzeit.
Im 17. und 18. Jahrhundert wurde die Schafgarbe von den Hallenser Klinikern Georg Ernst Stahl und Friedrich Hoffmann als Allheilmittel betrachtet, das sie insbesondere bei „nervöser Atonie“, bei Koliken mit Blähungen und bei Bleichsucht („passiver Hämorrhagie“) einsetzten, und noch im 19. Jahrhundert wurde die Pflanze in Deutschland in der Kategorie Tonica oder Roborantia als Mittel zur allgemeinen Kräftigung geführt.

## Historische Abbildungen

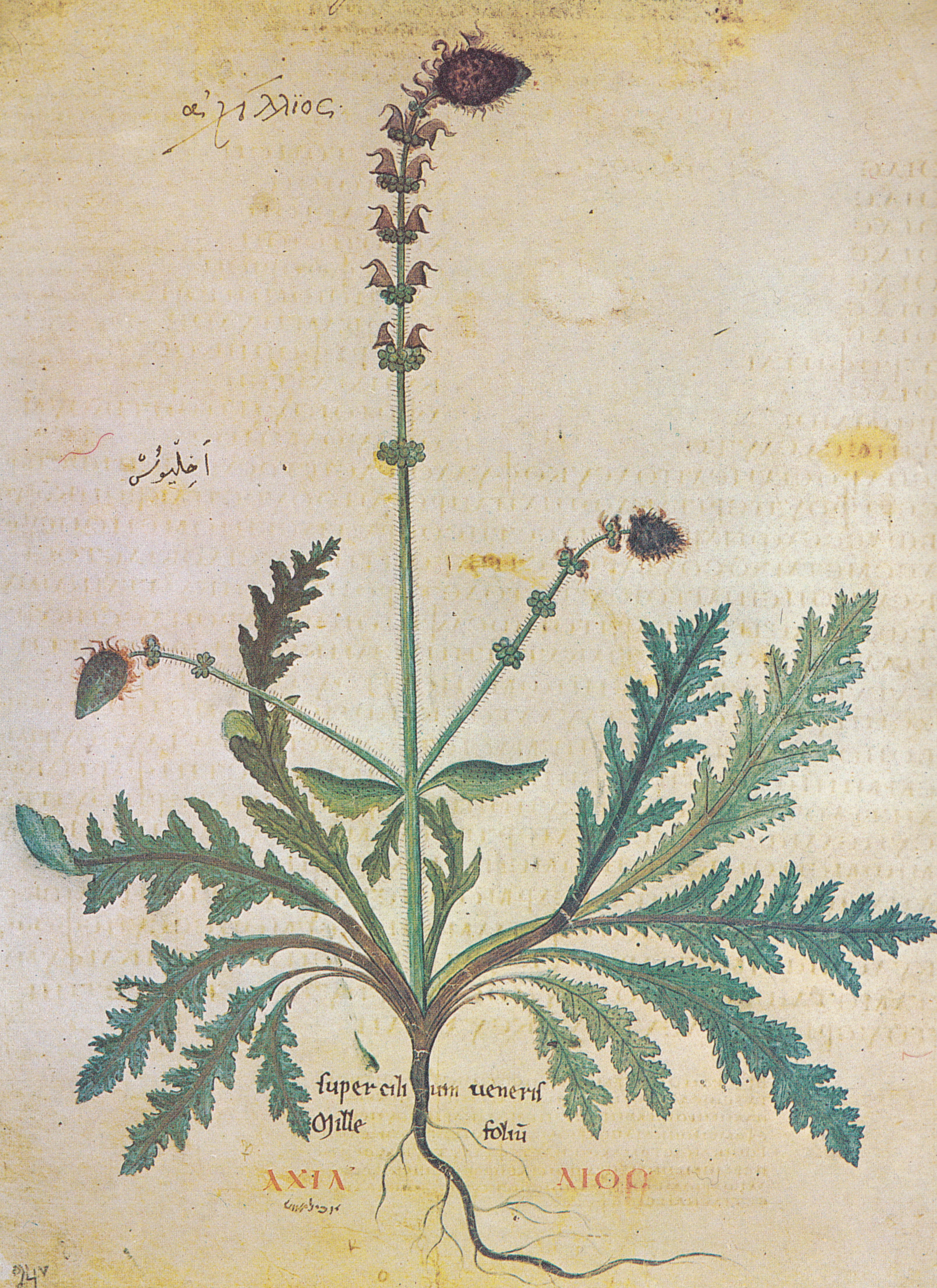
Achillios Wiener Dioskurides 6. Jh.
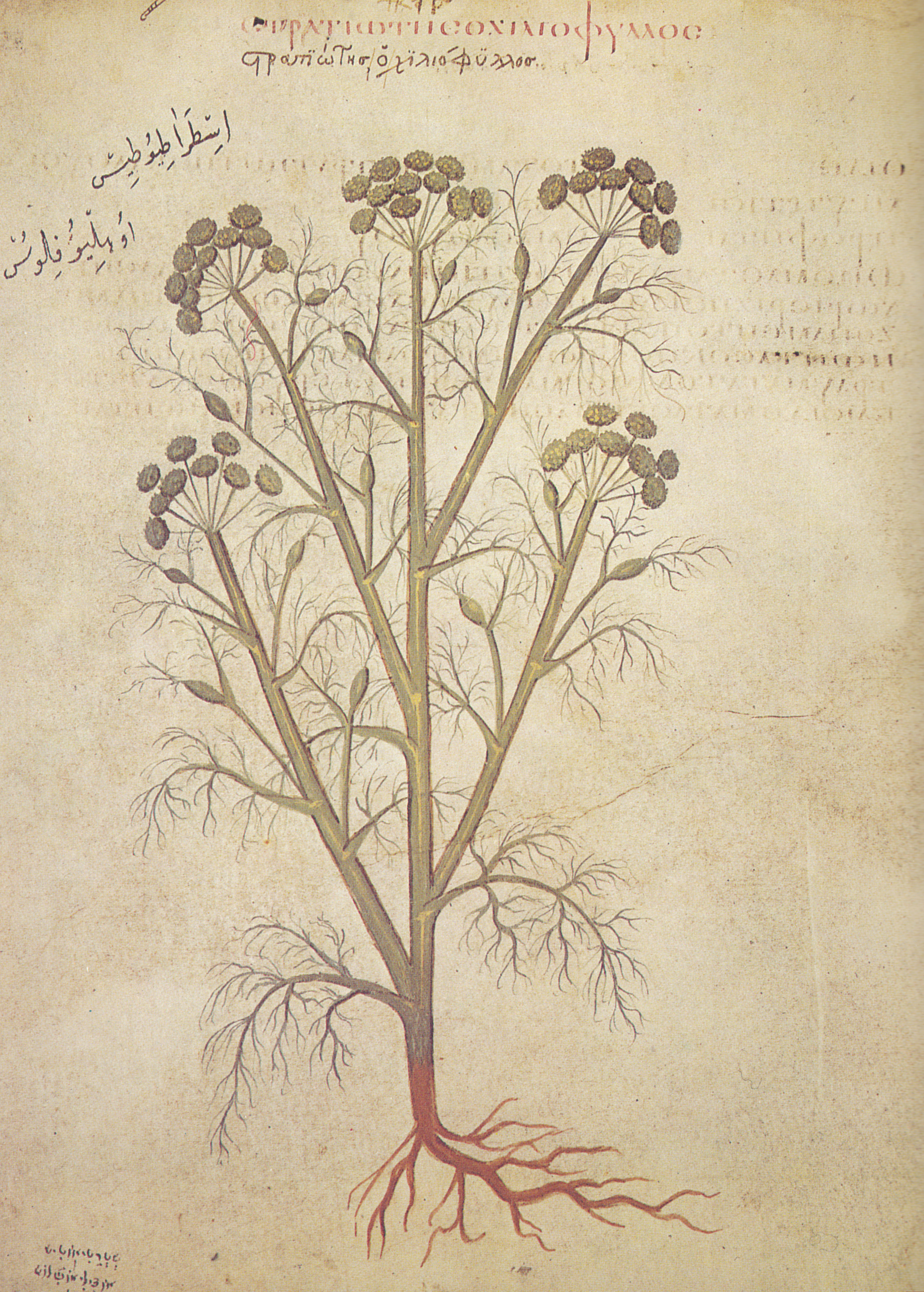
Stratiotes chiliophyllos Wiener Dioskurides 6. Jh.
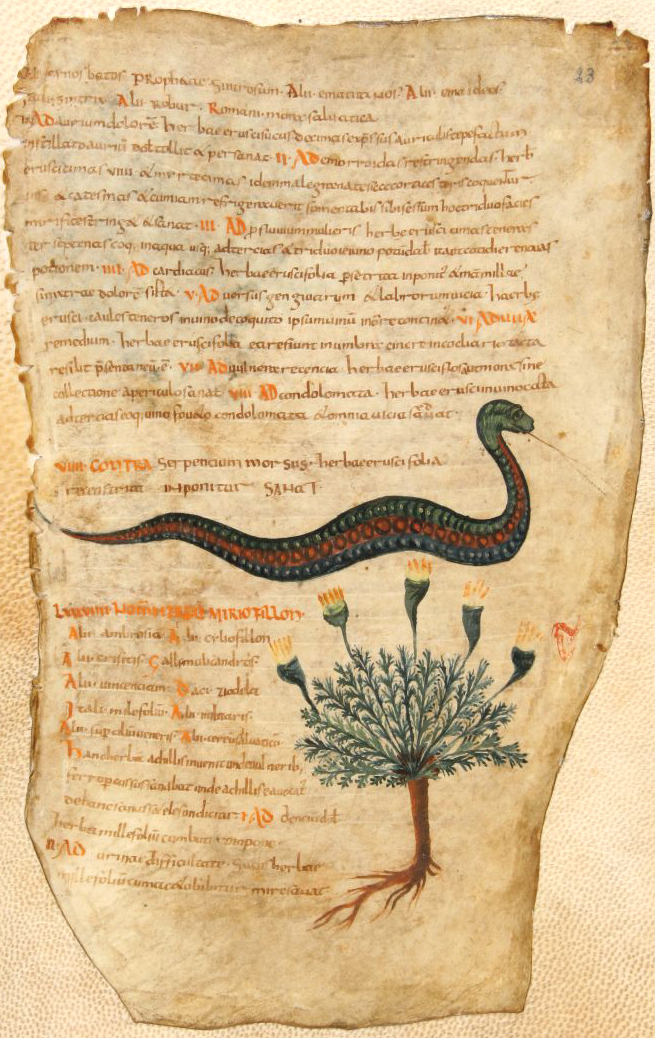
Miriofillon – Millefolium Pseudo-Apuleius Kassel 9. Jh.
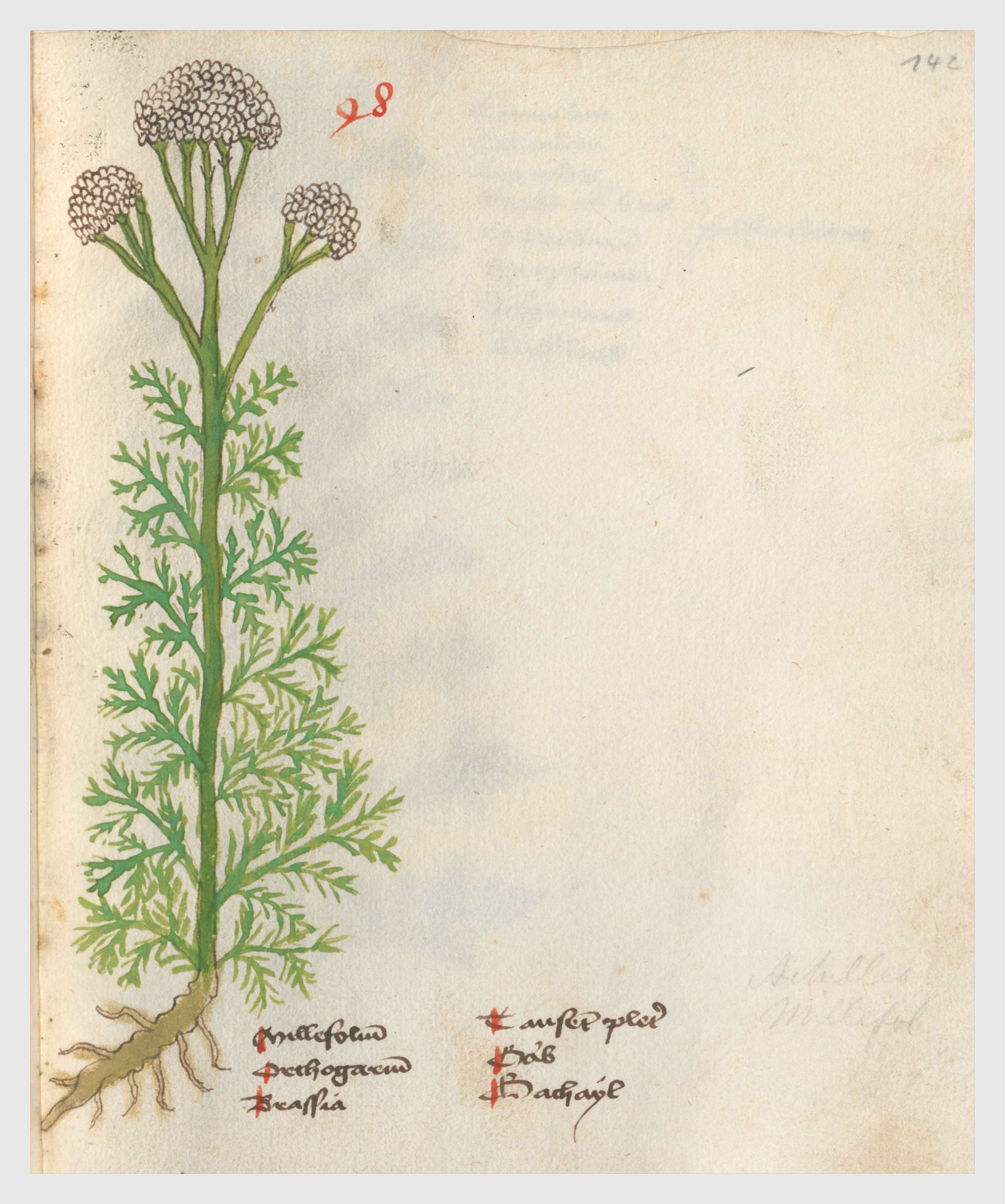
Vitus Auslasser 1479

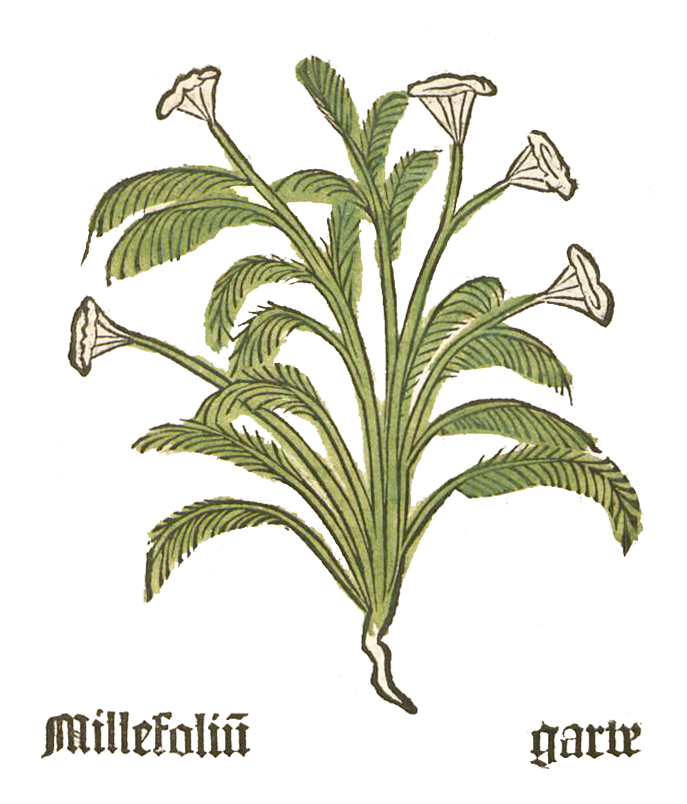
Herbarius Moguntinus 1484
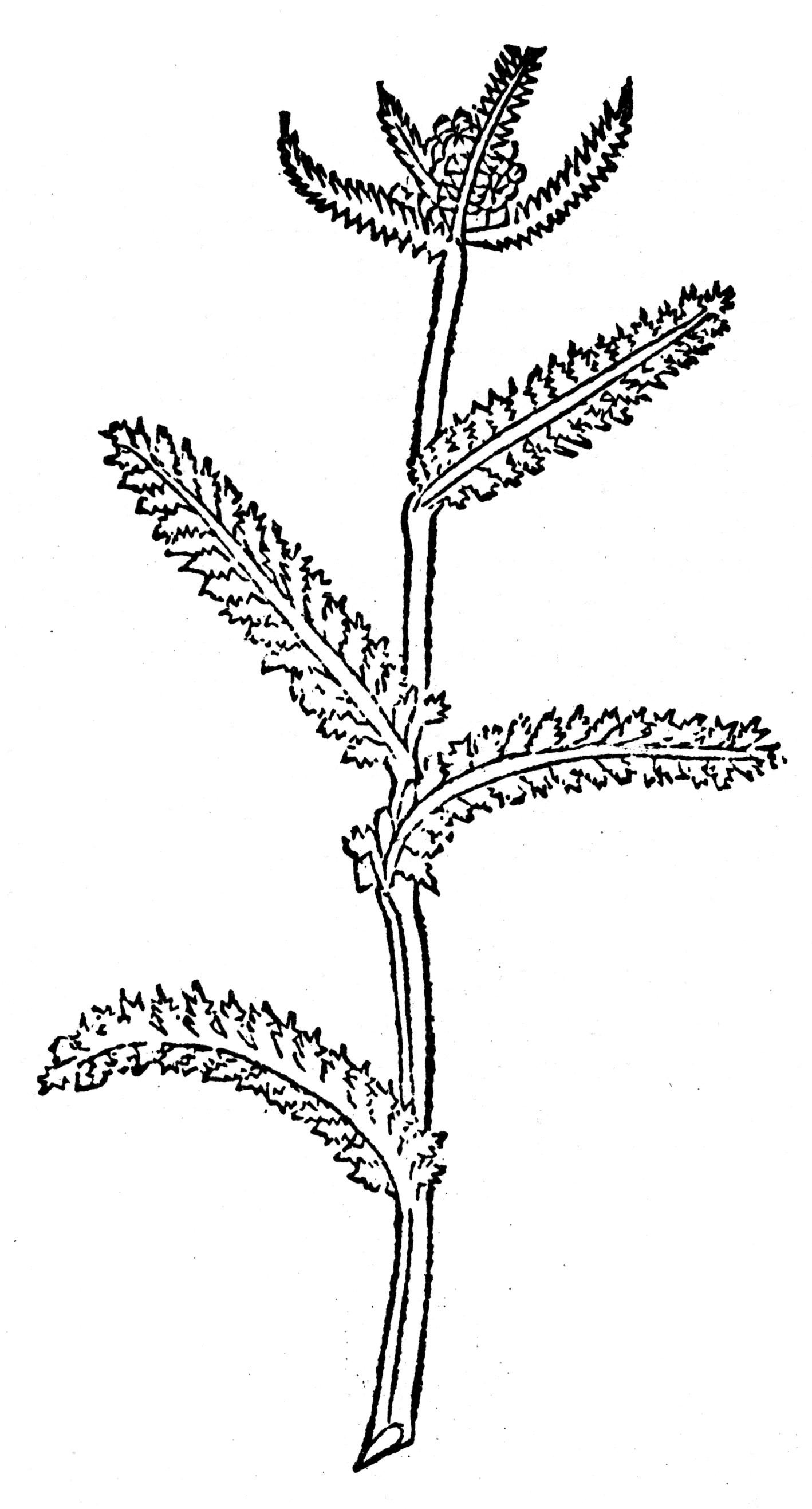
Gart der Gesundheit 1485
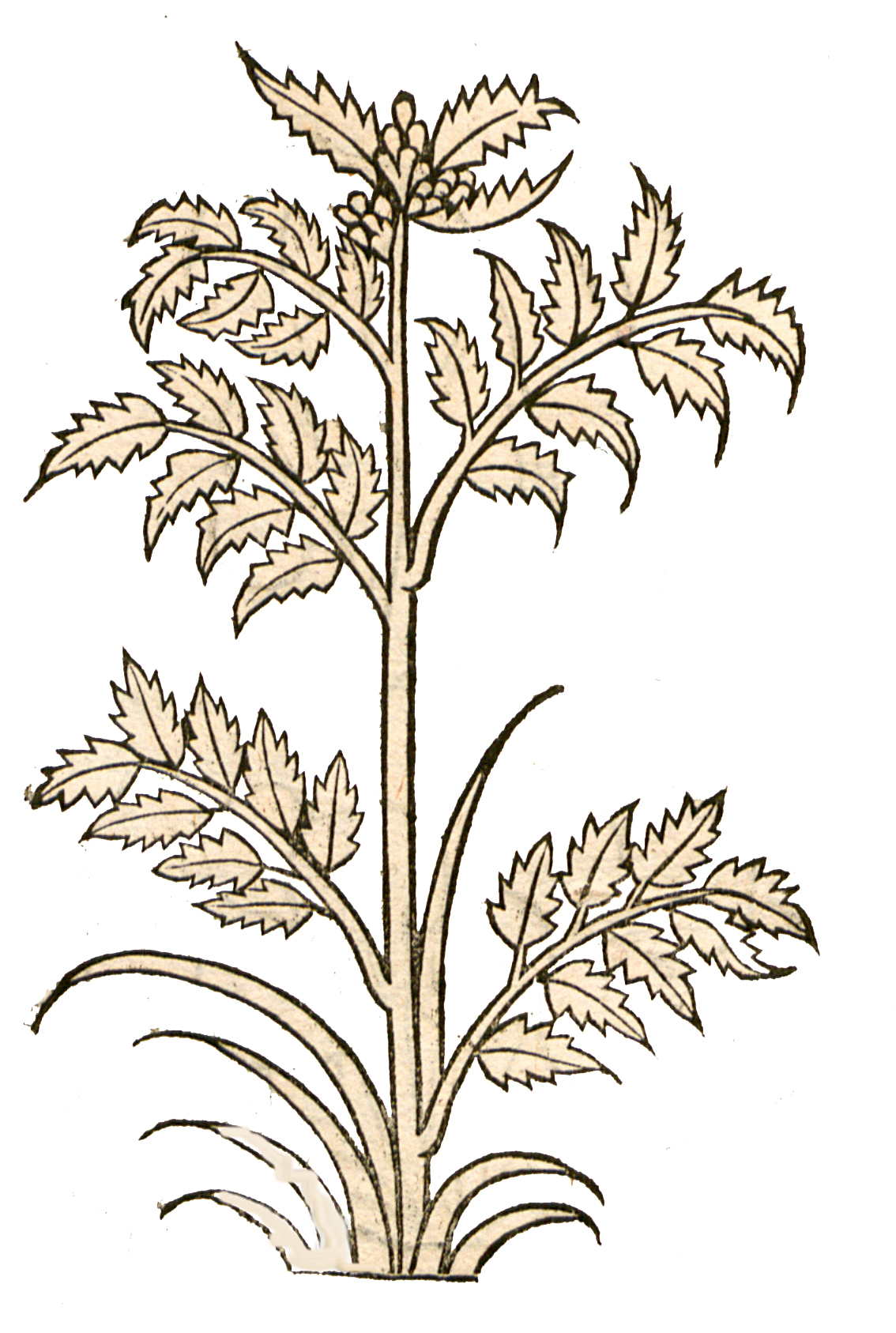
Hortus sanitatis 1491
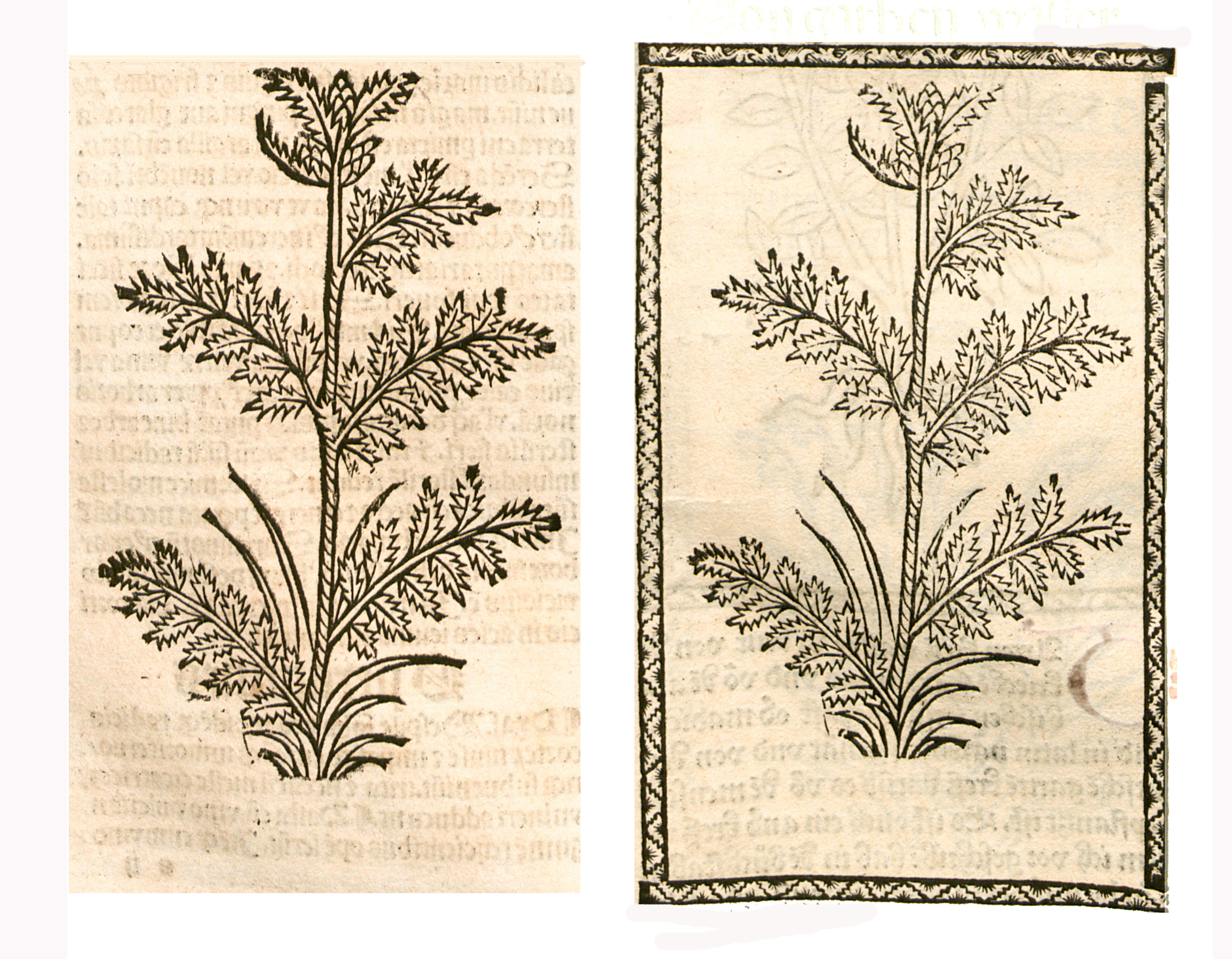
Links: Hortus sanitatis Ausgabe Straßburg 1497 (Millefolium). Rechts: Hieronymus Brunschwig Kleines Destillierbuch, Straßburg 1500 (Garbe)

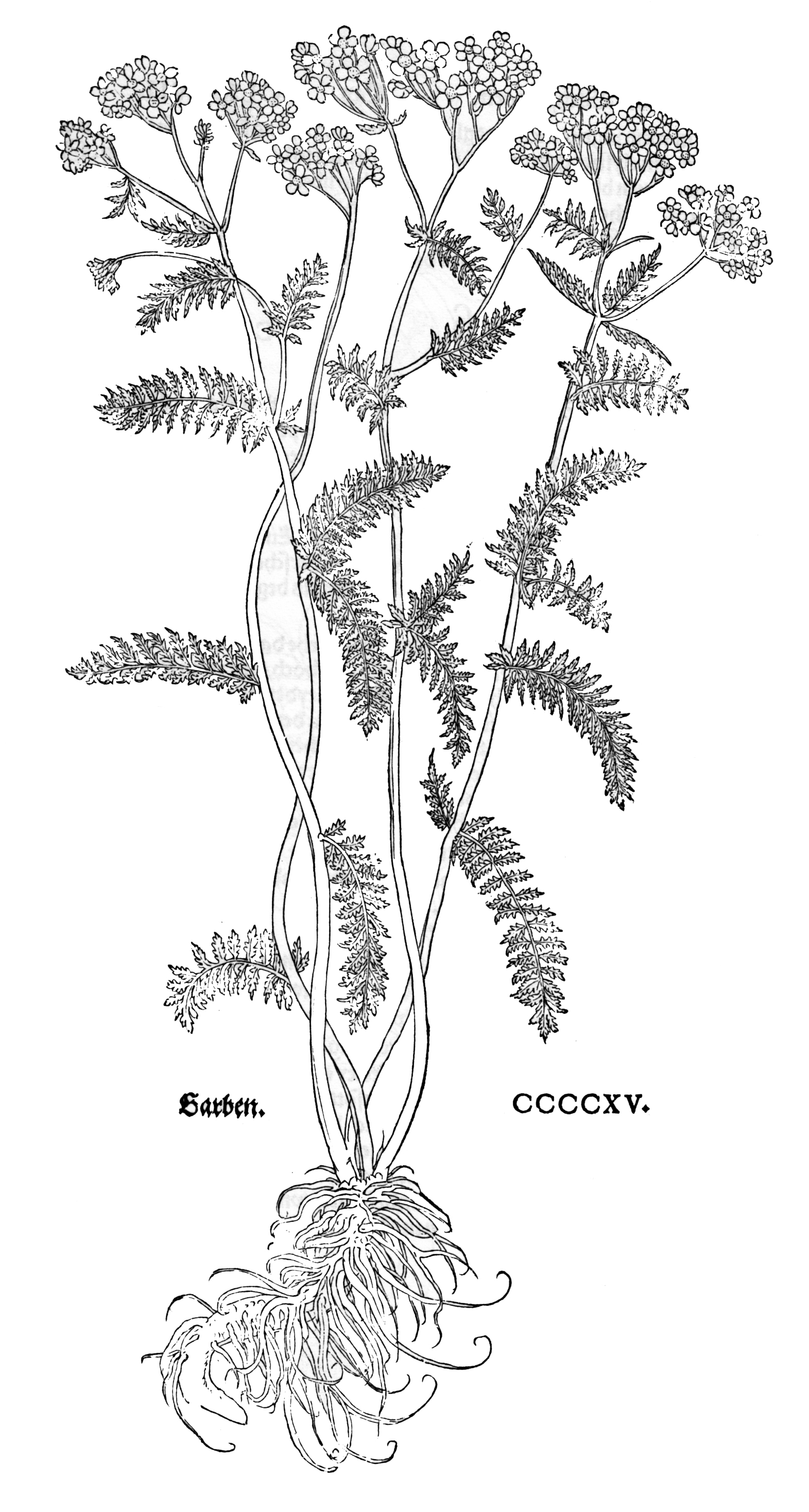
Leonhart Fuchs 1543
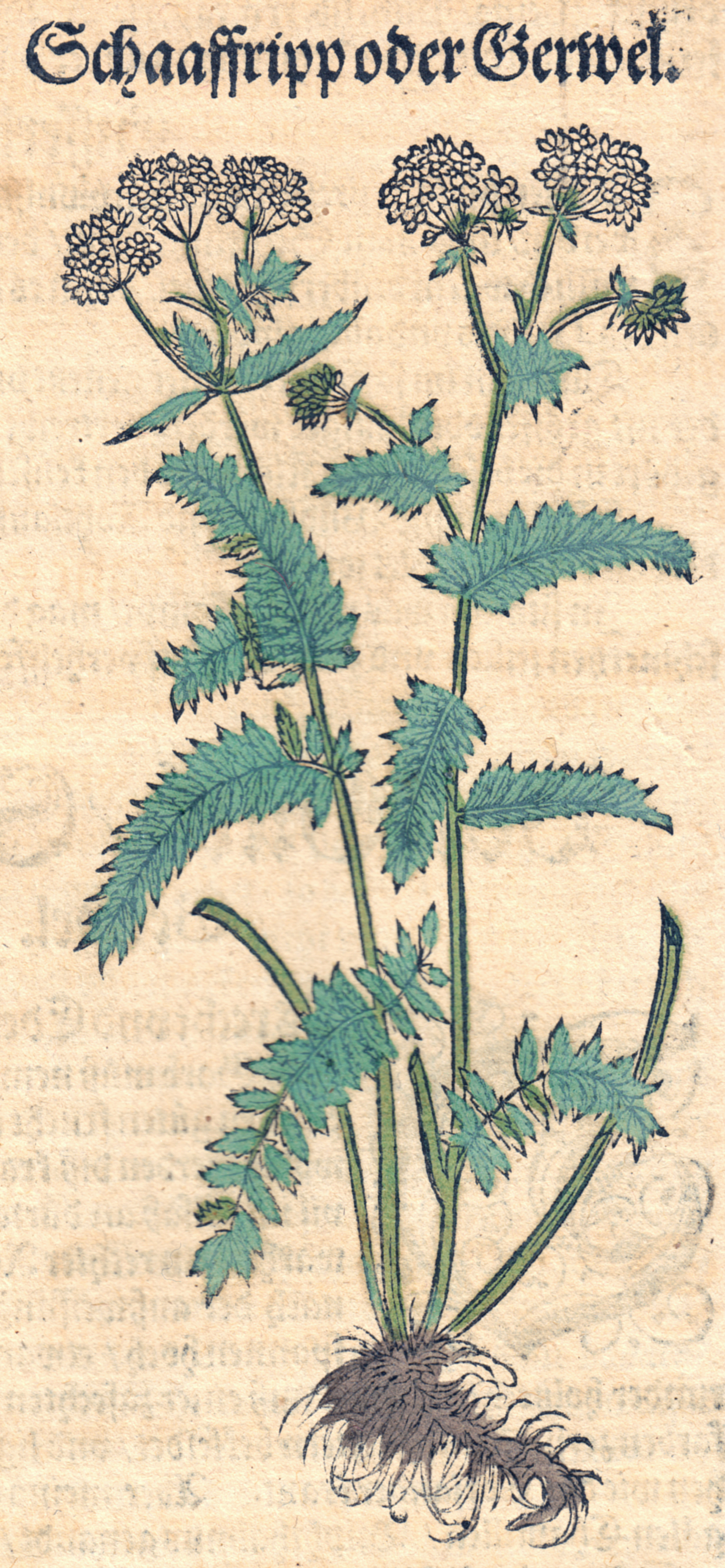
Hieronymus Bock 1546